# Időtúllépés (krikett)
A krikettben az időtúllépés az ütőjátékosok 10-féle kiesési módjának egyike. Rendkívül ritkán fordul elő. Abból a célból vezették be, hogy ezzel is korlátozzák a játékosok időhúzási lehetőségeit.
Ha az ütést végző csapat egyik ütőjátékosa bármilyen módon kiesik, és be kellene helyette jönnie a pályára egy új ütősnek, de egy adott időkorláton belül nem jön be és társával együtt nem áll készen a következő dobás fogadására, akkor a még be nem jött ütőjátékosok egyike időtúllépés miatt ki fog esni, azaz már nem is léphet pályára ezután ebben a játékrészben. Hogy mennyi ez az időkorlát, az a játékformátumtól függ: általában 3 perc, de Húsz20-as krikettben másfél perc.
Ha még több ütőjátékos is van, aki nem lépett pályára, és időtúllépés történik, akkor, mivel nincs előre meghatározott ütősorrend, a csapat kapitánya választhat egyet közülük, hogy melyik essen ki.
Nemzetközi krikettet 1877 óta játszanak hivatalos formában. Az azóta eltelt időben mindössze egyetlen játékos volt, aki időtúllépés miatt esett ki. Már 2007-ben is lett volna erre lehetőség, de akkor az ellenfél, amikor letelt az idő, nem apellált a játékvezetőnél, így nem történt meg a kiesés. 2023-ban viszont a világbajnokságon a Srí Lanka-i Angelo Mathews már valóban kiesett, miután későn derült ki, hogy probléma van a sisakjával, így jónéhány perc eltelt, mire készen állt volna a játékra.
Az időtúllépés belföldi mérkőzéseken is csak néhány esetben történt meg eddig:
- 1988 februárjában Dél-Afrika Keleti tartományának és Transvaalnak a csapata játszott egymással egy többnapos mérkőzést. Az egyik nap végén Andrew Jordaannak, a Keleti tartomány ütősének kellett volna pályára lépnie, de ekkor letelt az aznapi játékidő, másnap reggel pedig az esőzések miatti rossz útviszonyok miatt nem ért oda a pályára időben, így időtúllépés miatt kiesett.
- 1997 decemberében az indiai Kattakban Tripura és Orisza állam játszott egymás ellen. Tripura utolsó ütőse, Hemulál Jádav azonban annyira belemerült a pálya szélén a beszélgetésbe a csapat menedzserével, hogy nem lépett pályára időben, így időtúllépés miatt már nem is léphetett.
- 2002 szeptemberében, szintén Dél-Afrikában történt egy Border és Szabad állam közti mérkőzésen, hogy Vasbert Drakes, aki nem sokkal korábban még Srí Lankában szerepelt egy krikett-tornán, és onnan repült Dél-Afrikába, még a repülőgépen tartózkodott, amikor sorra került volna a mérkőzésen: így az ő sorsa is időtúllépéses kiesés lett.
- 2003-ban egy Durham UCCE és Nottinghamshire közötti angol mérkőzésen Andrew Harris ütőjátékost sérülten nevezték be, és nem gondoskodtak a cseréjéről, mert úgy gondolták, ő az utolsó ütős a sorban, és rá talán már nem is lesz szükség. Azonban a mérkőzés úgy alakult, hogy a közepes rendű ütősök gyorsan kiestek, és Harris került volna sorra: ő azonban nem tudott időben bejönni, így kiesett.
- A 2013–2014-es szezonban egy Saint Vincenten megrendezett mérkőzésen Ryan Austin a második játékrészben nem jött be időben a pályára, ezért időtúllépéssel kiesett.